# Punta Lazoney
La Punta Lazoney (en francés pointe Lazouney, en el idioma walser Lasòneyspetz o Lasòneyhore) es una cima de 2579 m) en los Alpes italianos. Es una de las montañas más altas de los Alpes Bielleses.

## Geografía

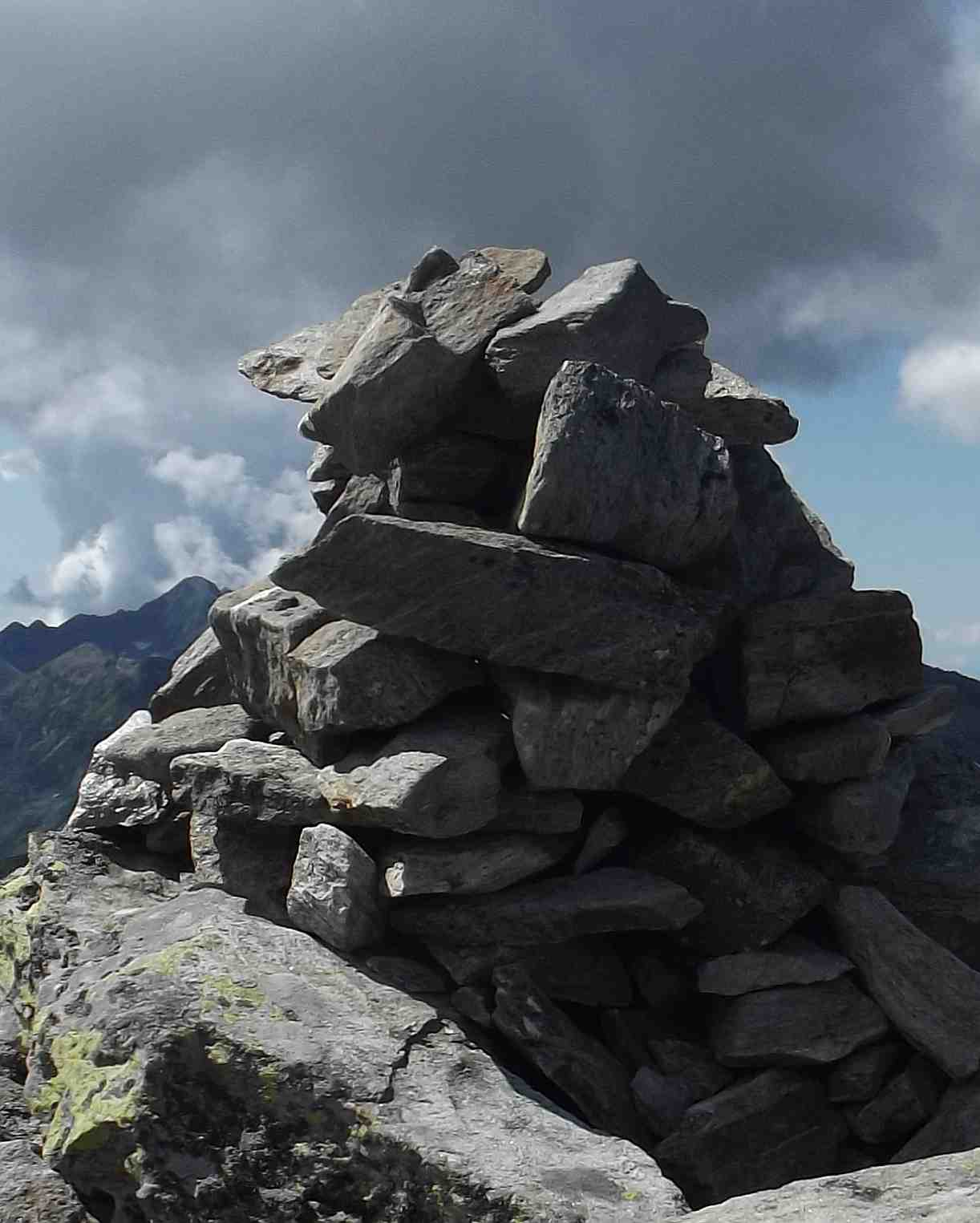
Montículo de piedras en la cumbre

La montaña se encuentra a lo largo de la divisoria de aguas entre el Valle de Aosta (oeste) y Valsesia (este). 
Según la clasificación SOIUSA, la punta Lazoney pertenece:
- Gran parte: Alpes occidentales
- Gran sector: Alpes del noroeste
- Sección: Alpes Peninos
- Subsección: Alpes Bielleses y Cusianos
- Supergrupo: Alpes Bielleses
- Grupo: Cadena Mars - Tre Vescovi
- Código:I/B-9.IV-A.1

## Refugios de montaña
- Rifugio Alfredo Rivetti